# Hemioplisis ephyrata
Hemioplisis ephyrata là một loài bướm đêm trong họ Geometridae.